# HMS Iron Duke (1991)
HMS Iron Duke (F234) – brytyjska fregata rakietowa typu 23, która weszła do służby w 1993 roku. Okręt otrzymał swoje imię dla uczczenia 1. księcia Wellington i jest to trzecia jednostka w historii Royal Navy nosząca tę nazwę. Motto okrętu to łacińskie zawołanie Virtutis fortuna comes (Szczęście jest towarzyszem męstwa).

## Historia
Zamówienie na piątą fregatę typu 23 zostało złożone w stoczni Yarrow Shipbuilders w Glasgow w lipcu 1988 roku. Rozpoczęcie budowy okrętu miało miejsce 12 grudnia 1988 roku. Wodowanie nastąpiło 2 marca 1991 roku, wejście do służby 20 maja 1993 roku.
Jedną z pierwszych misji HMS „Iron Duke” był udział w brytyjskiej interwencji w Sierra Leone w 2000 roku. W ramach tej misji załoga uczestniczyła w odbudowie jednej ze szkół we Freetown. Podczas modernizacji zakończonej w 2001 roku na okręcie zainstalowano m.in. nowe działo 114 mm. W styczniu 2003 roku okręt skierowano w rejon Karaibów, gdzie do jego głównych obowiązków należało zwalczanie przemytu narkotyków. W sierpniu 2008 roku uczestniczył w akcji pomocy poszkodowanym przez huragan Gustav.
W ramach manewrów morskich BALTOPS 2015 i 2016 okręt gościł w gdyńskim porcie.